# Cláudia Pascoal
Cláudia Rafaela Teixeira Pascoal, más conocida como Cláudia Pascoal (pronunciación en portugués: /kˈlawðiɐ tɐi̯ˈʃɐi̯ɾɐ pɐʃkwˈaɫ/; nacida el 12 de octubre de 1993) es el nombre de una cantante portuguesa que representó a su país en Eurovision 2018 en la ciudad de Lisboa.
| Predecesor: Salvador Sobral con «Amar pelos dois» | Portugal en el Festival de Eurovisión 2018 (junto con Isaura) | Sucesor: Conan Osíris con «Telemóveis» |